# 러시아 국립 사회 대학교
러시아 국립 사회 대학교(Российский государственный социальный университет, Russian State Social University, RSSU)는 사회 복지, 사회 청년 사업, 사회 노인학 그리고 장애인 지원과 관련된 학부와 대학원 과정을 갖고 있는 러시아 최초의 국립 사회복지대학교이다. 모스크바 내에 11개의 학과와 5개의 캠퍼스를 가지고 있으며 현재 총장은 Natalya Pochinok이다.

## 역사
러시아 정부가 1991년에 설립한 러시아 국립 사회 대학교는 러시아 내에서 세번째로 큰 대학으로 성장했고 러시아, CIS 국가 및 발트해 연안에서 사회 과학분야의 최고 교육 기관이 되었다. 처음엔 사회 및 정치 분야에 연구와 교육이 집중되었지만 점차적으로 주정부 기관의 사회 정책 프로젝트 및 연기 관리자의 교육, 지원까지 범위를 넓혀나갔으며, 사회개혁에도 선도적인 역할을 하였다. RSSU는 러시아 연방에서 사회 복지, 사회 청소년 노동, 사회 보험, 사회 노인학 및 장애인을 위한 사회적 지원 분야에서 교육 프로그램을 시작한 최초의 대학이기도 하다. 이 프로그램을 시작한 이후 400,000명 이상의 사회복지사를 배출하였다.

## 역사적 특징
- 1991: 러시아 국가 사회 연구소는 러시아 연방 정부의 №15 법에 의해 설립되었다.
- 1991: 모스크바의 '로스 니니오스트 국립 공원'에서 첫 번째 캠퍼스가 설립되었다.
- 1994: 러시아 국가 사회 연구소는 모스크바 주립 사회 대학으로 명칭이 변경되었다.
- 1998: 정식으로 대학 지위를 부여 받았다.
- 1999: 스트로민카 캠퍼스가 설립되었다.
- 2003: 빌헬름 피크 거리에서 캠퍼스를 설립하였다.
- 2005: 현재 이름으로 개명되었다.
- 2005: 러시아 국립 사회 대학 캠퍼스에서 학생들과 학자금기부의 지원으로 정교회가 세워졌다.

## 학부

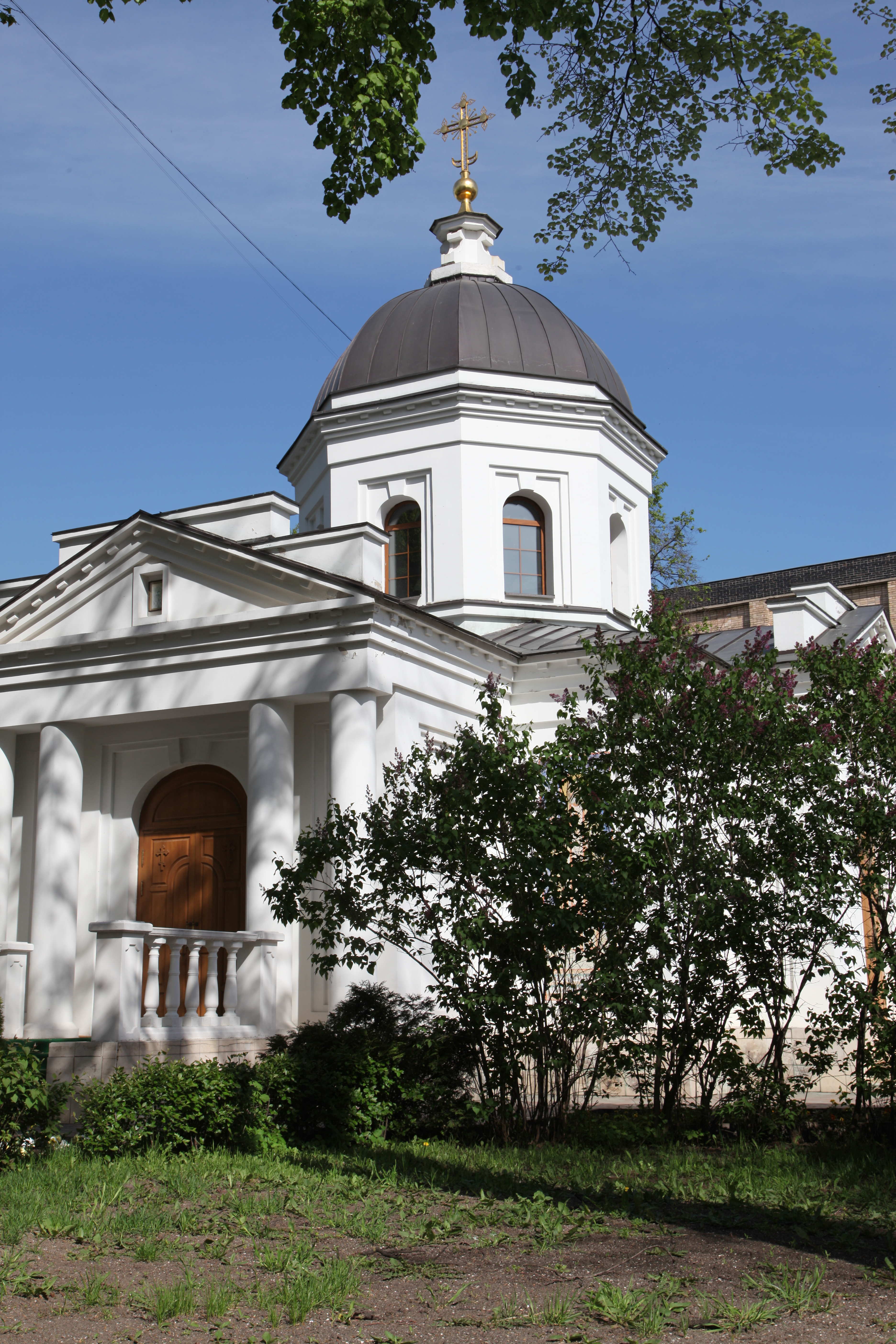
모스크바에 있는 러시아 국립 사회 대학 캠퍼스안에 위치한 정교회

RSSU에는 다양한 과학 분야와 관련된 16개의 학과가 있다.
- 사회학
- 정보 과학
- 심리학
- 예술·디자인대학
- 법학
- 언어학
- 사회 복지
- 인문학
- 경제학
- 대입 준비 과정
- 석사학위 과정
- 박사 과정
- 경영 학부
- 커뮤니케이션 매니지먼트 학부
- 원격 교육 학부
- 대학원 연구 학부
- 유학생을 위한 예비 학부

## 캠퍼스

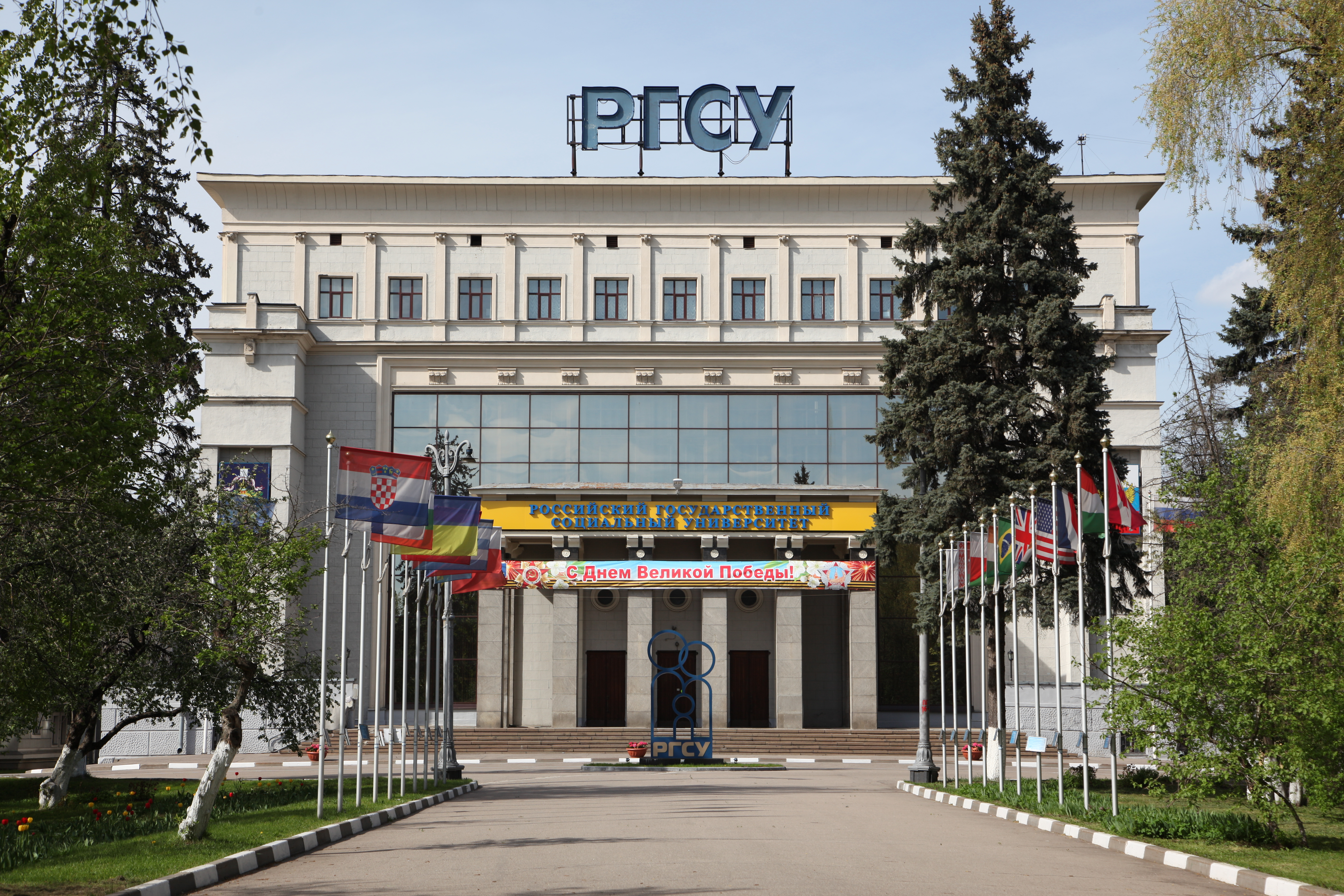
러시아 국립 사회 대학교 본관 (빌헬름 피크 거리에 캠퍼스)

RSSU 캠퍼스는 모스크바의 양쪽에 위치하고 있으며 각각 유서 깊은 역사를 가지고 있다.
빌헬름 피크 거리에 캠퍼스
- 피트니스 센터, 수영장 및 달리기 트랙 등 도서관 및스포츠 시설이 갖춰줘 있다.

본관
러시아 국립 사회 대학의 현재 본관은 길고 흥미로운 역사를 가지고 있다. 1920년대부터 무역 운동을 위한 국제 학술원의 본부가 있었는데, 이 금지된 활동을 한 사람들은 공산당원들이었다. 공산주의 인터내셔널은 1938년부터 1943년까지 같은 건물에 머물렀다. 그 당시 게오르기 디미트로프, 드미트리 마눌스키, 모리스 토 레즈, 돌로레스 이발루리, 클레멘트 고트발트, 팔미로 토글리아티, 오토 쿠우시넨, 월터 울브리 히트등 국제 운동을 하던 중요한 인물들이었다. 1943년부터 역사 시대의 요구에 따라이 건물은 KGB, 외무부 및 소련 방첩 국 간의 융합 인 소련 정보국에 위치해있었다.
스트로민카 거리에 캠퍼스
학문적인 건물, 학생 입학 사무소, 문화 센터 및 의료 센터는 스트로민카 거리에 있는 캠퍼스 영역의 일부다.
로스니니 오스트 국립 공원 캠퍼스
로스니니 오스트 국립 공원의 RSSU 캠퍼스는 모스크바의 가장 아름답고 생태 학적으로 깨끗한 지역 중 하나에 위치하고 있다. 캠퍼스 주위는 모두 숲으로 둘러싸여 있다. 학업 건물, 사회 대학 및 학생 기숙사는 캠퍼스 지역의 일부이다.

## 국제 관계
러시아국립사회대학교는 해외의 많은 대학교 및 문화 교류 프로그램과 훌륭한 제휴 프로그램을 맺고 있으며, 유럽, 남미, 아시아 및 CIS 국가의 이동성 프로그램에 참여하는 학생은 100명이 넘는다. 국가의 교환 프로그램에 참여하는 학생은 파트너 대학으로는 다음과 같은 대학교가 있다.
- 쿠요 대학교
- 우츠 대학교
- 배재대학교
- 우엘바 대학
- 오스트 라바 대학교
- 대련 외국어 대학

## 동문
- Amelina, Yana –정치 과학자, 코카서스, 크림, 볼가와 같은 현대의 문제 주제에 대한 전문가.
- Andreev, Kirill –러시아 소년 밴드 "이반슈키 인터내셔널"의 가수, 리드 보컬.
- Borodakova, Maria –배구 선수, 국가 대표 (2005-2013), 세계 챔피언 (2006, 2010), 러시아 연방 스포츠의 마스터.
- Gafurbaev, Rustam –하키 선수, 겨울 데플 림픽 챔피언 (2015), 세계 챔피언 (2013), 러시아의 스포츠 마스터.
- Galushka, Alexander –러시아 극동 개발 장관.
- Gamova, Ekaterina –국가 대표팀의 배구 선수, 세계 챔피언, 러시아의 스포츠 마스터.
- Kapranova, Olga –운동 선수, 세계와 유럽의 챔피언, 러시아의 스포츠 마스터.
- Karjakin, Sergey –체스 선수, 역사에서 가장 어린 그랜드 마스터 (기네스 기록), 우크라이나의 스포츠 마스터.
- Koliuh, Sergey – 보로네시의 도시의 수장.
- Kulikovskaya, Evgenia – 테니스 선수이자 코치, 러시아 연방 (1998)의 스포츠 마스터, 4 개의 토너먼트 WTA (1996)의 우승자.
- Lukashov, Denys –전문 킥복싱.
- Martsinkevich, Maxim – 러시아 네오 - 나치 운동가.
- Metov, Kay –러시아의 작곡가와 작곡가, 영광 아티스트 (2015);
- Mozharov, Michael –체스 그랜드 마스터 (2014).
- Nepomnyashchii, Ian –체스 선수, 유럽 챔피언 (2010), 러시아 챔피언 (2010).
- Platoshechkin, Nikolai –역도, 코치, 공공 및 정치 인물.
- Pochinok, Natalia –경제학 박사, 교수, 러시아 국립 사회 대학교 총장.
- Pudova, Irina – TV 발표자.
- Yakimenko, Vasily – 공적 인물 및 정치인, 사업가, 창립자 및 청년 운동의 영원한 지도자«같이 움직여라».

## 같이 보기
- 러시아의 교육